# Đền Vực Vông

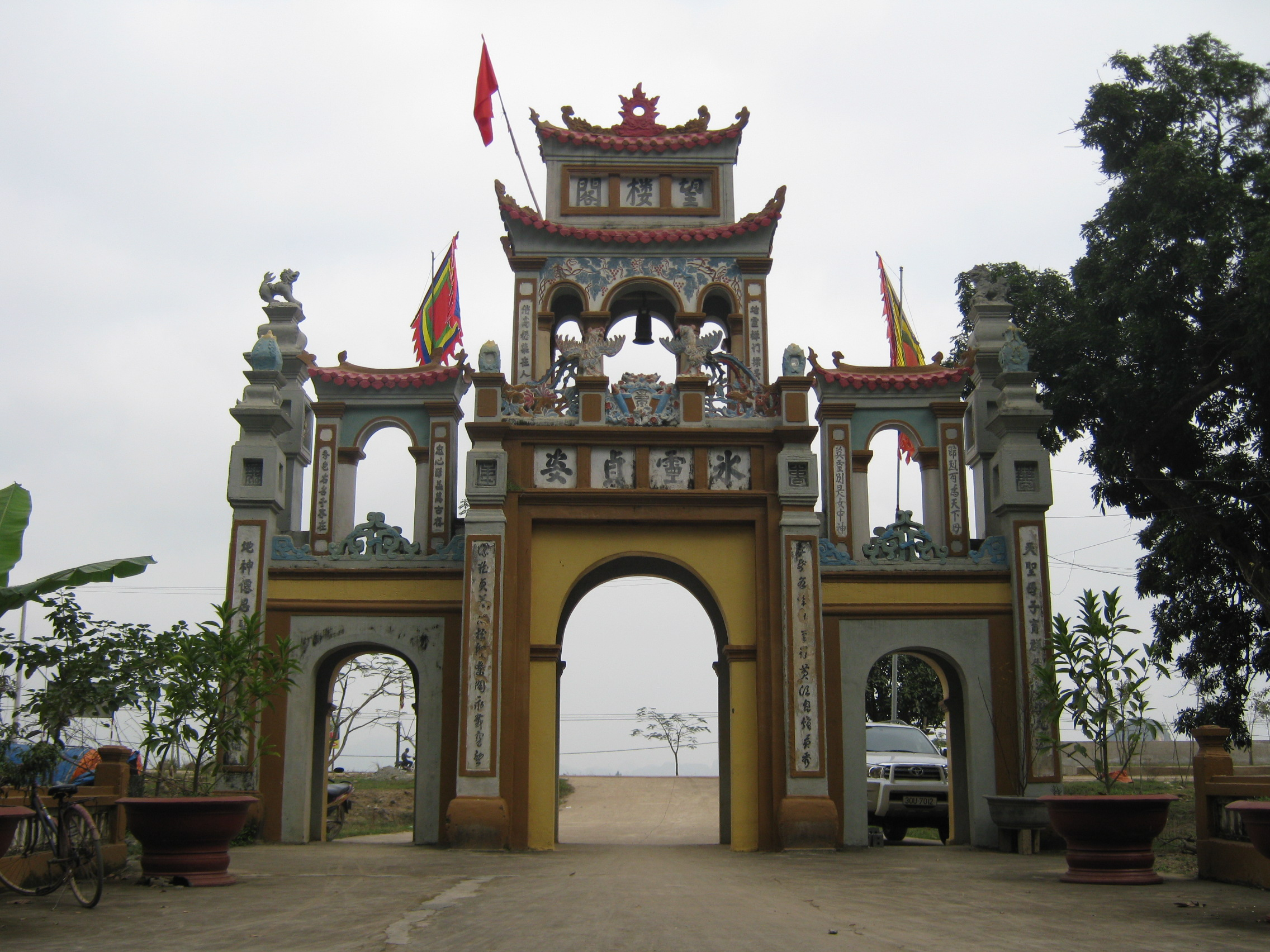
Đền Vực Vông ở cố đô Hoa Lư

Đền Vực Vông là một di tích lịch sử văn hóa nằm trong quần thể di tích cố đô Hoa Lư, bên dòng sông Hoàng Long, thuộc thôn Chi Phong - Trường Yên - Hoa Lư, Ninh Bình.
Đền được xây dựng từ thế kỷ 16 và được trùng tu xây dựng lại nhiều lần. Kiến trúc tổng thể đền theo kiểu chữ Công gồm ba phần: Bái đường, Trung đường và chính cung. Bái đường thờ Quan Giám Sát, chính cung thờ bà Nguyễn Thị Niên, nhân dân địa phương tôn thờ bà là Mẫu Thoải vì đã có công trong việc trị thủy, xoá bỏ tục lệ cúng người cho thuồng luồng, đem lại bình yên cho người dân đất cố đô.
Đền Vực Vông còn lưu giữ được 17 thần sắc về Quận công Bùi Văn Khuê, là chồng của Bà Niên, người có công tu tạo các đền thờ ở cố đô Hoa Lư để nó có được kiến trúc gần như nguyên trạng tới hôm nay.

## Truyền thuyết
Theo truyền thuyết và thần phả đền Vực Vông, Nguyễn Thị Niên là con gái của Nguyễn Quyện, tướng quân thời nhà Mạc. Bà là người văn võ song toàn, có nhan sắc, theo cha về trấn thủ đất Hoa Lư. Trong đoàn quân của Nguyễn Quyện có hai vị quận công là Quận Mỹ (Bùi Văn Khuê) và Quận Kế (Phan Văn Ngạn). Quận Mỹ có tài văn võ, tính khiêm nhường. Quận Kế tài hèn, tính kiêu căng, cậy vương quyền. Cả hai đem lòng yêu Nguyễn Thị Niên.
Lúc ấy ở sông Hoàng Long, đoạn gần Vực Vông có một vực xoáy lớn, hàng năm gây ngập lụt và tai họa cho dân làng. Vì vậy nơi đây có một tục lệ là mỗi năm phải cúng lễ và sau đó ném một người con gái xuống vực xoáy cho thuồng luồng ăn thịt. Nếu không làm vậy, họ nghĩ rằng quái vật sẽ dâng nước gây tai họa cho cả vùng. Bất bình trước tục lệ này nên bà Niên ra điều kiện hai người phải tìm ra nguyên nhân để phá bỏ nó. Ai làm được, bà sẽ đồng ý làm vợ.
Quận Mỹ đã lặn xuống vùng xoáy thăm dò phát hiện dòng chảy bị đá ngầm ngăn làm đổi hướng. Năm nào nước lên to vực xoáy càng chảy xiết, hút thuyền bè nhấn chìm, gây nhiều thiệt hại trong vùng. Chỉ cần kè đá xoay lại dòng chảy thì không còn vực xoáy nữa. Ông đã phá đá trên núi lấp dòng chảy đối lưu, dòng sông trở lại yên ổn. Kết quả là quận Mỹ chiến thắng nên cưới được bà.
Quận Kế tức giận dùng mưu hãm hại cha bà để đoạt chức trấn thủ Trường Yên. Sau đó âm mưu hại chết Quận Mỹ để chiếm đoạt Nguyễn Thị Niên. Bà giả vờ ưng thuận, chuốc rượu say rồi chặt đầu Quận Kế trả thù cho cha và chồng. Sau đó bà nhảy xuống sông Hoàng Long tự vẫn. Thi hài bà trôi dạt vào Vực Vuông, nhân dân vớt lên làm lễ an táng. Dân trong vùng đưa tang bà với lòng thương cảm, nhớ ơn ông bà đã xoá bỏ hủ tục, cứu sống bao người. Họ xây ngôi đền thờ bà ngay nơi đó, nay gọi là đền Vực. Ngôi đền được tu sửa thờ cúng uy nghi, có tiếng là linh thiêng, nhân dân thập phương đến lễ bái đông đúc. Ngày nay, khi đến Ninh Bình, ngoài việc thăm các điểm du lịch khác du khách có thể đến thăm đền Vực, thắp hương để tưởng nhớ về một người con gái tài hoa, tiết nghĩa. Đồng thời thưởng thức cảnh đẹp thanh nhã u tịch của ngôi đền.
Đền Vực còn bức đại tự mà vua ban tặng 4 chữ "Tiết Liệt Trung Trinh" và bài thơ: 
Gián khẩu gieo mình giương tiết nghĩa
Vực Vông dựng lại cảnh cương thường
Hỡi khách má hồng qua lại đó
Dừng chân ngắm cảnh để làm gương.